# Ciudad Guzmán
Pour les articles homonymes, voir Guzmán.
Ciudad Guzmán est une ville de l'État de Jalisco au Mexique. Sa population est de 90 000 habitants et elle est à 1 507 mètres d'altitude.
Chef-lieu de la municipalité de Zapotlán el Grande, cette localité est sur le territoire de l'ancien royaume de Zapotlán qui fut conquis en 1526.

## Personnalités nées à Ciudad Guzmán
- Juan José Arreola
- José Clemente Orozco
- Consuelo Velazquez

## Évêché

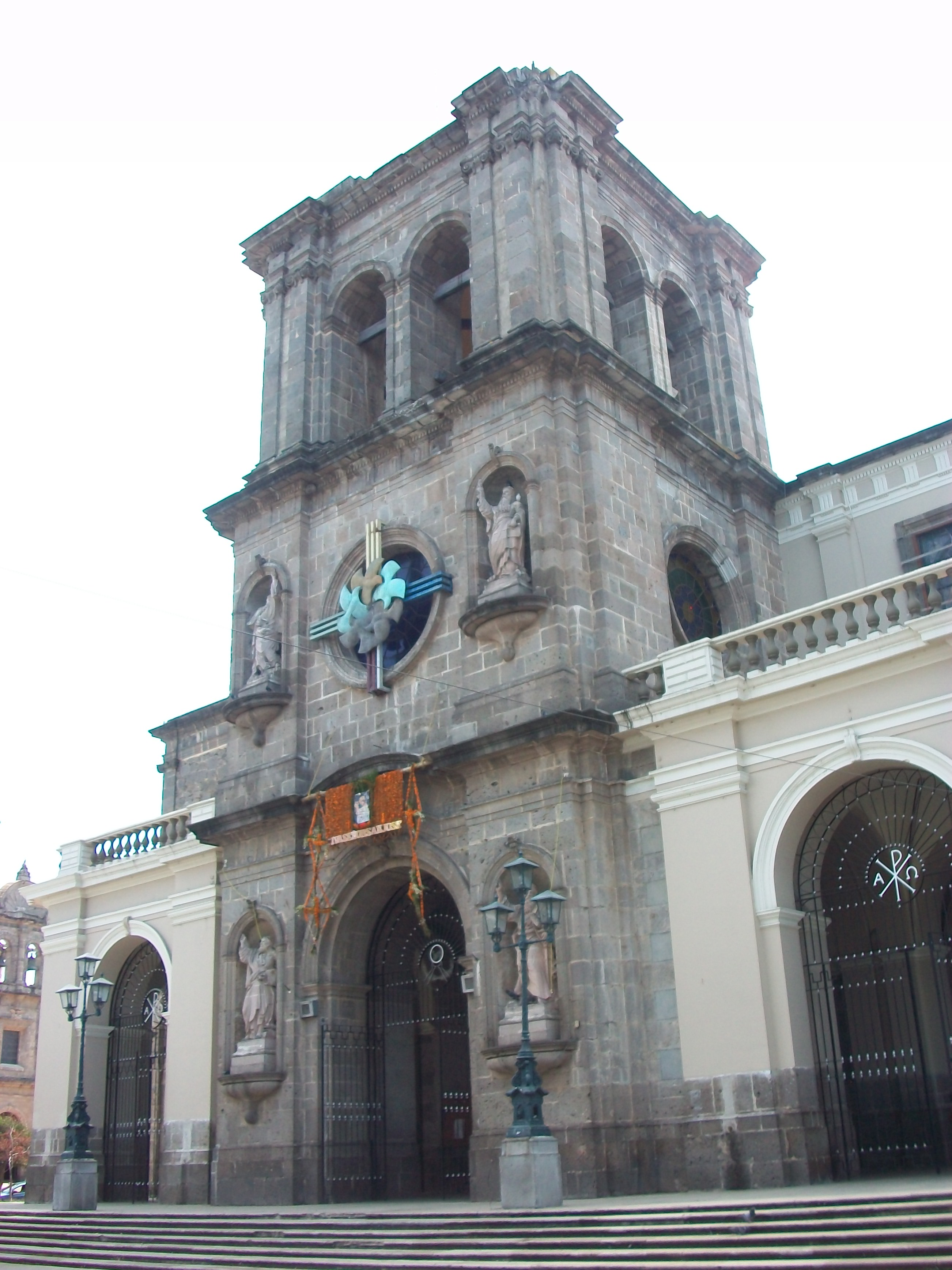
Façade de la cathédrale Saint-Joseph de Ciudad Guzmán.

- Diocèse de Ciudad Guzmán
- Cathédrale de Ciudad Guzmán